# Zuberec
Zuberec (Hongaars: Bölényfalu) is een Slowaakse gemeente in de regio Žilina, en maakt deel uit van het district Tvrdošín.
Zuberec telt 1.867 inwoners.

## Foto's

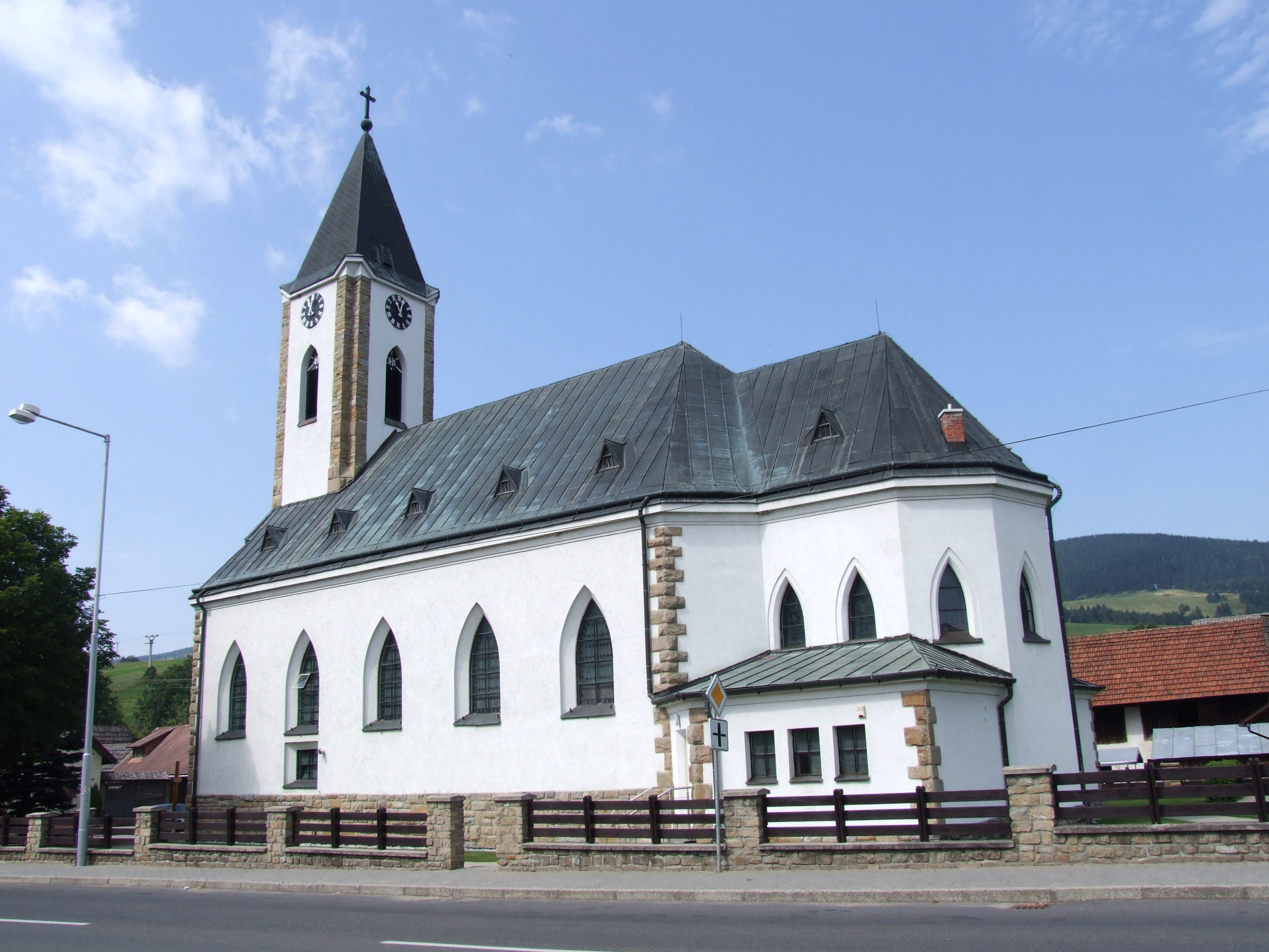
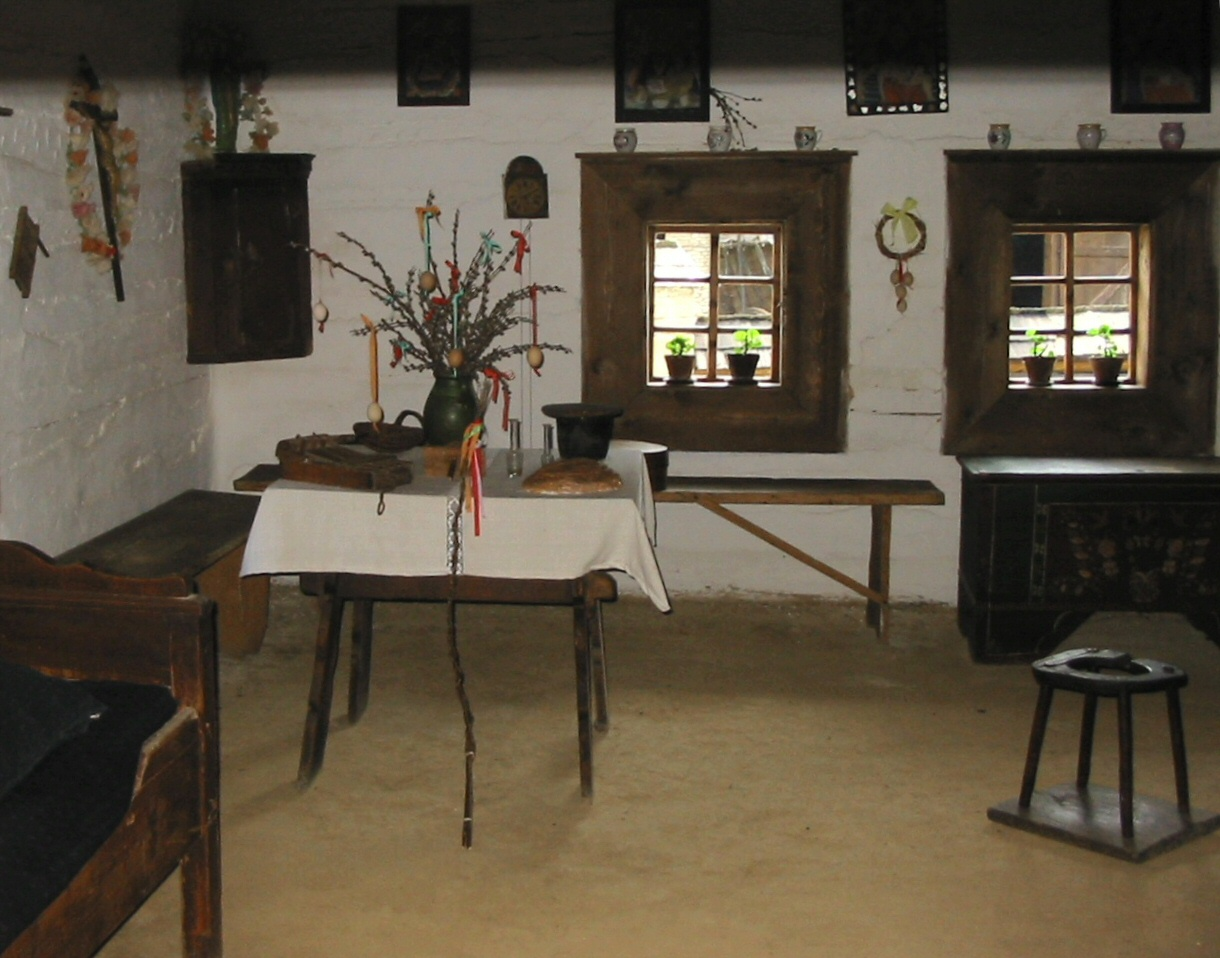
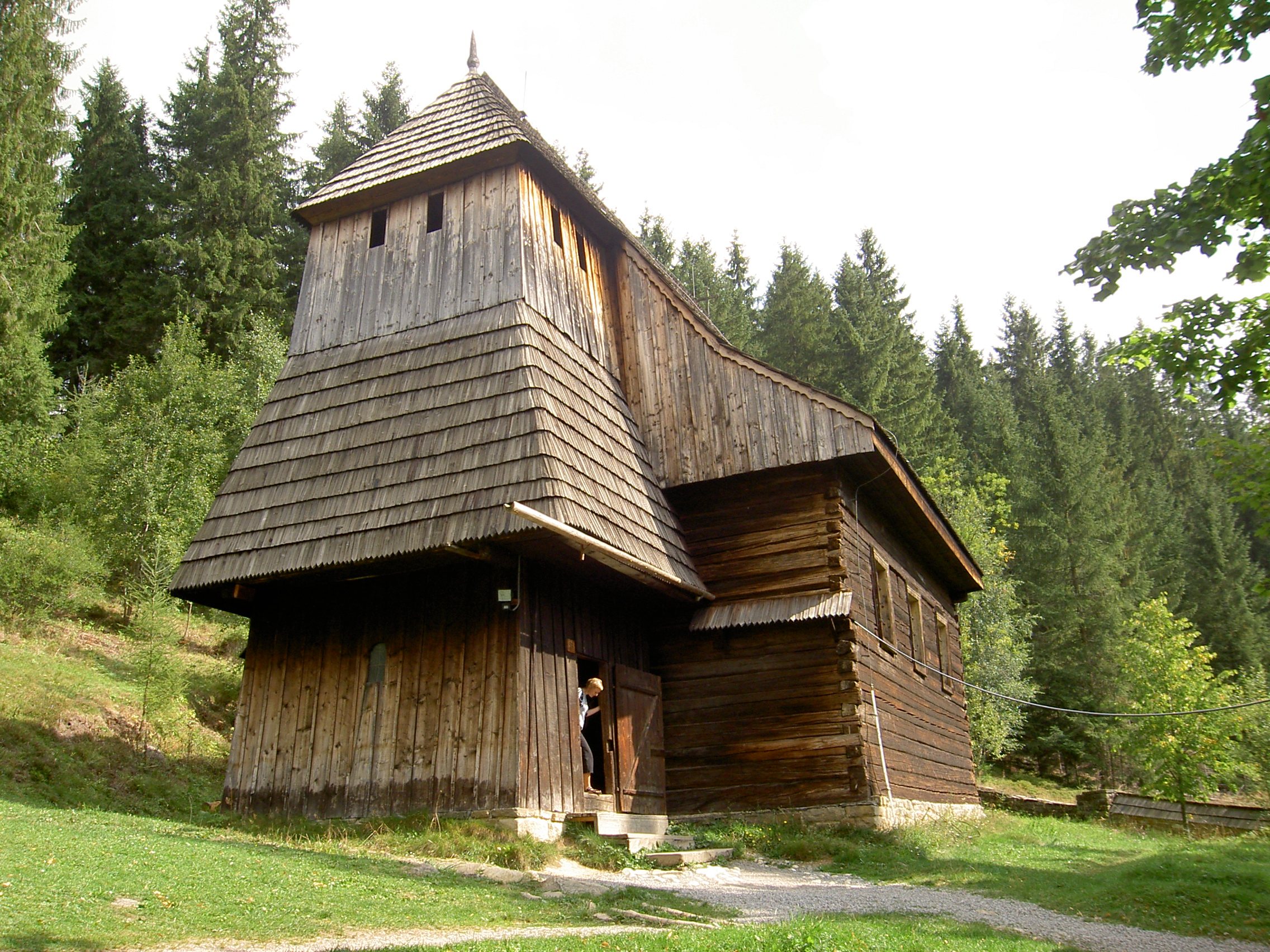